# Vatos Locos Klan
Vatos Locos Klan – piąty album studyjny krakowskiego rapera Karramby wydany w 2001 roku przez wytwórnię Odeon Music Polska w formie płyty CD i kasety magnetofonowej. Na płycie znaleźli się tacy goście jak Domi, 4Real, Dziura, Blondi, Marinero, Iżol, Jezoos czy Patryk K.
Album doczekał się reedycji w 2017 roku, wzbogaconej o jeden nowy utwór, oraz zremasterowane utwory z oryginalnej wersji albumu.

## Lista utworów
Opracowano na podstawie materiału źródłowego.
1. „Intro” – 1:40
2. „V” (gościnnie: Domi) – 4:04
3. „Po pierwsze” (gościnnie: 4Real, Domi) – 3:52
4. „Cała Polska w temacie” (gościnnie: Dziura, Domi) – 4:52
5. „Jednaściecha” – 0:43
6. „Vatos Locos Klan” (gościnnie: 4Real) – 5:00
7. „Pocałuj mnie w dupę!” (gościnnie: 4Real) – 4:00
8. „Nie dla was, leszcze!!” (gościnnie: Blondi) – 3:14
9. „Ty kurwo, frajerze!!!” (gościnnie: Marinero) – 0:08
10. „Czarna lista” (gościnnie: Dziura) – 5:25
11. „Dwieściechy” – 0:42
12. „Mój własny raj” – 4:45
13. „Dzieci gorszego Boga” (gościnnie: Iżol) – 4:11
14. „Trzyściechy” (gościnnie: Marinero) – 1:10
15. „Konfident” – 0:40
16. „W imię zasad!” – 2:47
17. „Jest git!!” (gościnnie: Jezoos) – 4:46
18. „Za texty...” (gościnnie: Marinero) – 0:25
19. „Zero ściemy” (gościnnie: Domi, Dziura, 4Real) – 4:40
20. „Ile kosztujesz? (gościnnie: 4Real, Domi)” – 4:12
21. „Nowy Jork płonie” (gościnnie: Dziura, 4Real) – 4:25
22. „Ja też Cię kocham!” (gościnnie: Patryk K.) – 1:00
23. „Twój własny raj” (gościnnie: Patryk K.) – 4:02
24. „Czteryściechy” – 4:00